# Avenida Belgrano (Rosario)
La Avenida Belgrano es el nombre de una de las arterias viales más importantes de la ciudad de Rosario. Bordea el casco histórico de la ciudad sobre la costa del Paraná.

## Recorrido
La avenida corre de norte a sur entre desde la intersección de esta con la calle San Martín, hasta la intersección con el Bulevar 27 de Febrero.
Hacia el norte, Belgrano se divide en dos avenidas distintas: Avenida Arturo Umberto Illia (con dirección norte-sur) y Avenida del Huerto (con dirección sur-norte). Sobre el sur de la avenida Belgrano, ésta se convierte en el Acceso Sur de la Avenida de Circunvalación.

## Historia
El origen de la avenida comienza durante el gobierno de Luis Lamas –Intendente de Rosario entre 1898 y 1904– cuando se presentó el proyecto de remodelación de la calle conocida como El Bajo para crear una avenida más moderna que, en 1905, a través de la ordenanza N° 3 de ese año, fue bautizada como Belgrano.
Para finales de la década de 1920, la Municipalidad de Rosario estaba cargada de deudas y no podía realizar la obra proyectada, pero la designación de José Benjamín Ábalos como ministro de Obras Públicas de la Nación, facilitó la realización de los primeros estudios.
Se construyeron planos de la avenida Belgrano desde la calle Catamarca hasta el bulevar 27 de Febrero y se dispuso la ejecución de dos calzadas separadas por una franja de jardines y cuatro veredas.
Hasta entonces, la avenida Belgrano desde la calle Rioja hacia el sur, sería intransitable por la existencia baches y pozos, con su suelo compuesto por arena.
El golpe de Estado de 1930 impidió la continuación de los trabajos.
En noviembre de 1934 los autores del plan Regulador de Rosario, Carlos M. Della Paoleta y Ángel Guido, solicitaron la urbanización de las barrancas extendidas a lo largo de dicha avenida.
En 1935, el por entonces intendente de Rosario Miguel Culaciati, retomó el proyecto. Hasta que el 12 de julio de 1935 llevó a cabo la inauguración del primer tramo desde Av. Pellegrini a Bulevar 27 de Febrero.
En 1943, durante la intendencia de Agustín Repetto, las barrancas de la avenida serían "peinadas", dándole declive escalonado desde la calle San Juan a la avenida Pellegrini.

## Galería de imágenes

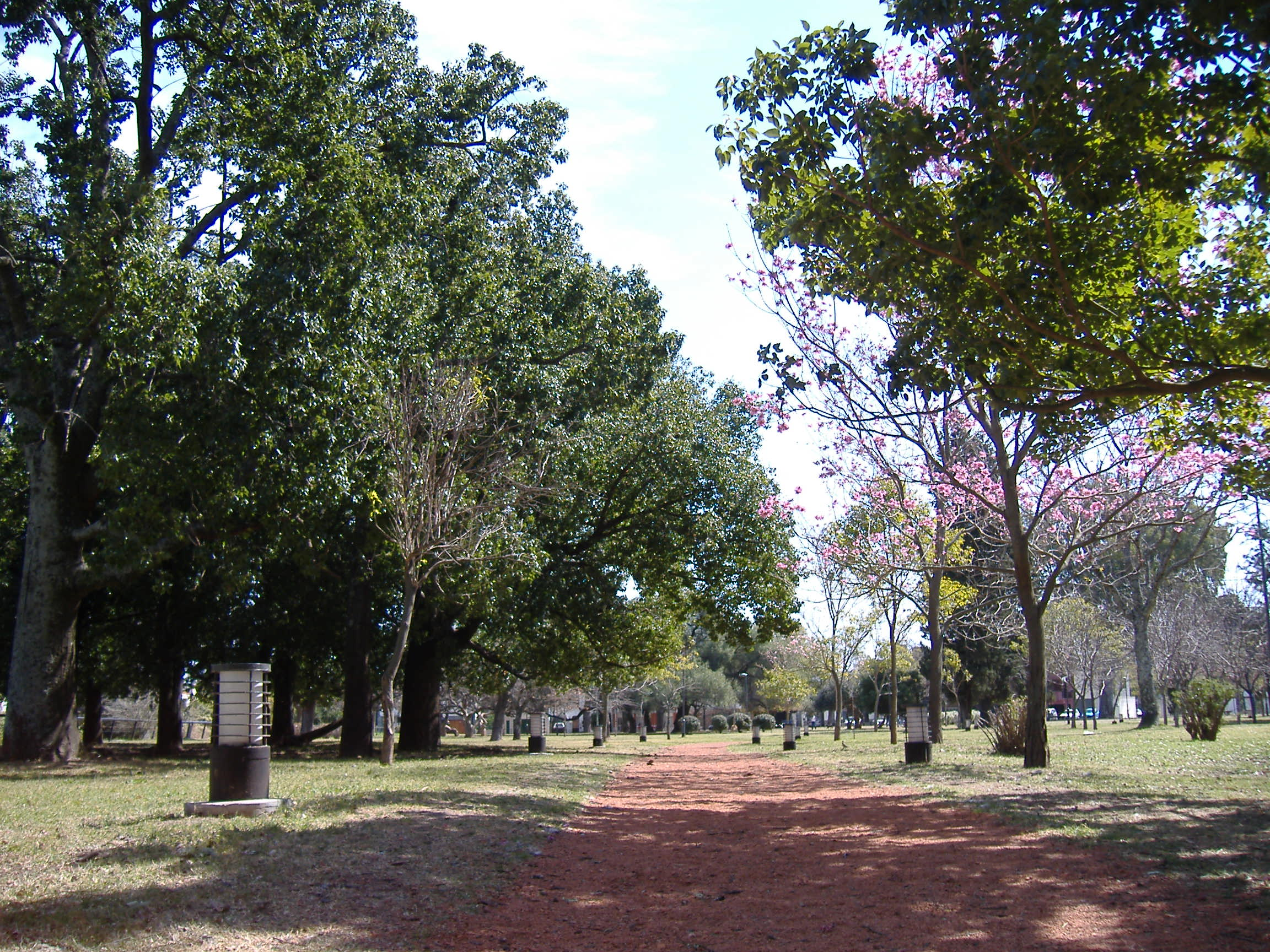
Parque Urquiza, sobre el comienzo de la avenida.
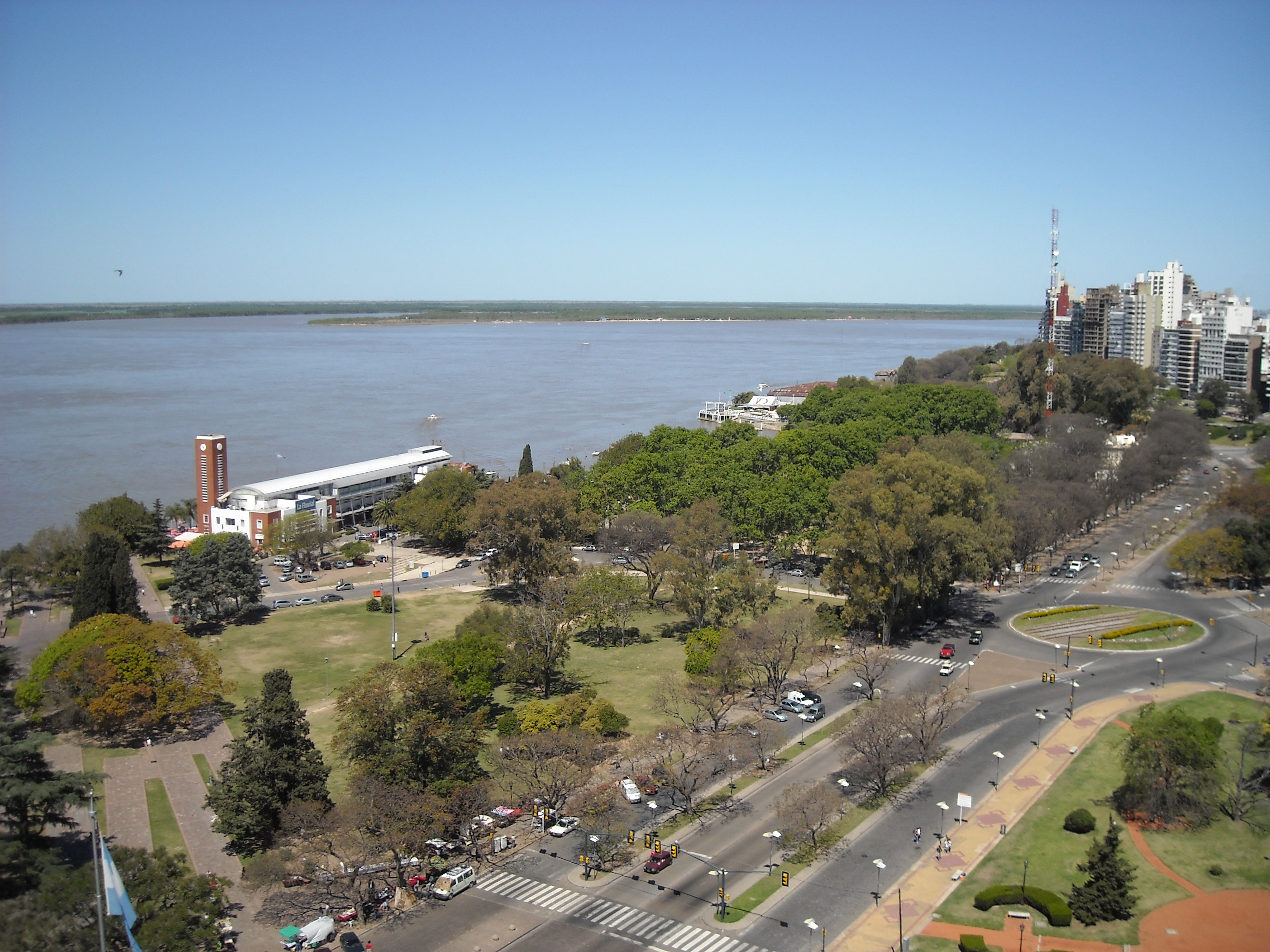
La Estación Fluvial de Rosario se encuentra al este de la Av. Belgrano.
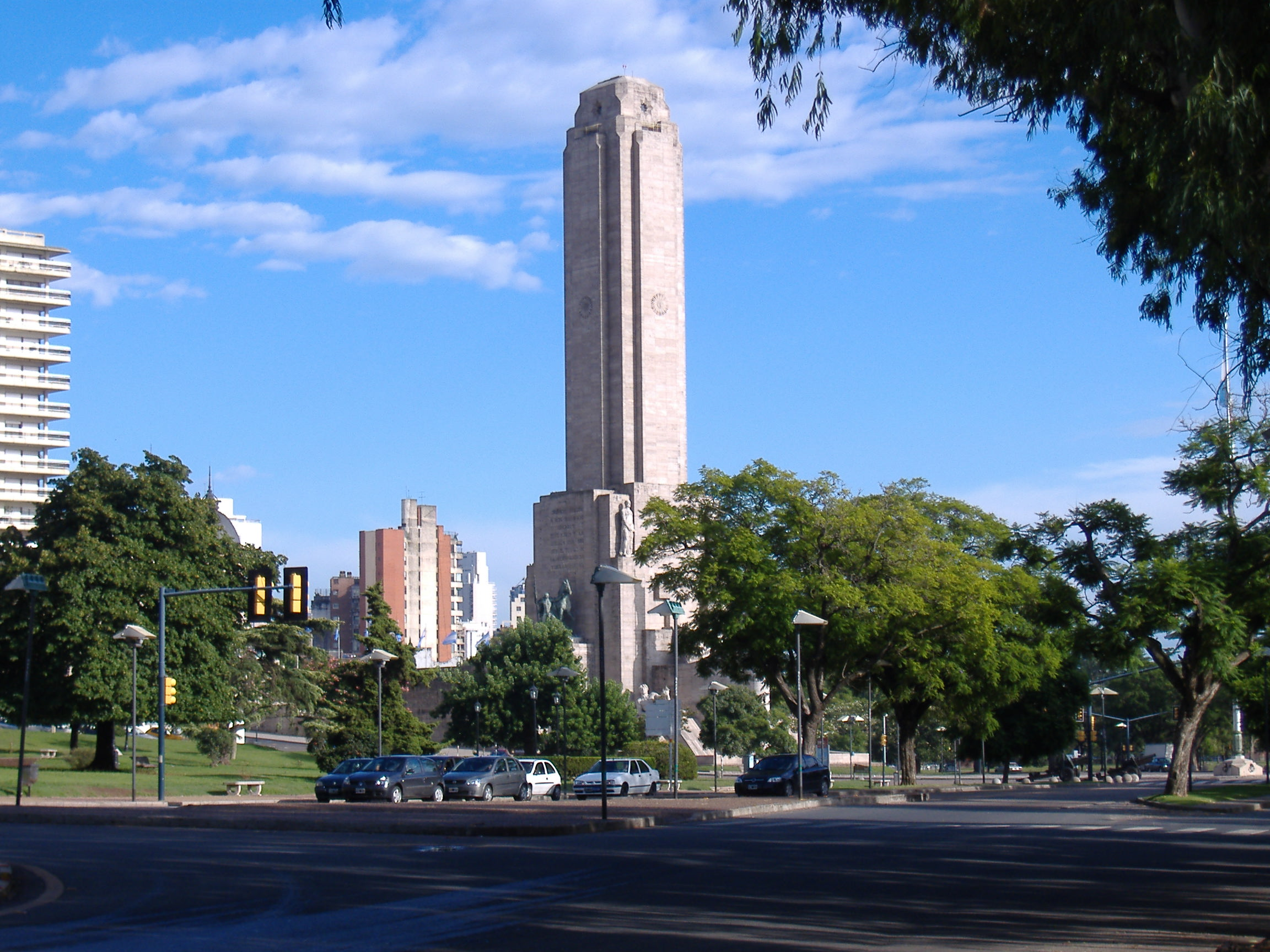
Monumento Histórico Nacional a la Bandera.